# متحف العادات والتقاليد بمدنين
متحف العادات والتقاليد بمدنين هو متحف إثنوغرافي تونسي يقع في مدينة مدنين وافتتح سنة 2006.

## المتحف
يقع المتحف في أحد القصور الأثرية بوسط مدينة مدنين، يعرض مشاهد حية لأطوار الحياة اليومية عبر نماذج من اللباس التقليدي لأهالي المنطقة ويصور إبرام عقد الزواج أمام العدل، كما يجسد مجموعة من الأنشطة اليومية مثل الكتَّاب (مدرسة قرآنية) وصناعة الصوف والبلغة والأنشطة الفلاحية وأدوات الطبخ والإنارة والأقفال وغيرها. كما يوجد أيضا عرض دائم لحياة أهل الصحراء وسكناهم وطريقة عيشهم. يضم هذا المتحف معرضا بالعملة يحتوي على أكثر من 10ألاف قطعة نقدية بالإضافة إلى أوراق مالية لأكثر من 150 بلدا يزيد عمرها عن المائة عام.

## روابط خارجية
- الموقع الرسمي للمتحف.